# 외스테르예틀란드

외스테르예틀란드의 문장

외스테르예틀란드의 위치

외스테르예틀란드(스웨덴어: Östergötland)는 스웨덴 남부 예탈란드 지역을 구성하는 지방 가운데 하나로 면적은 3,856km2, 인구는 424,333명(2009년 기준)이다. 남쪽으로는 스몰란드 지방, 서쪽으로는 베스테르예틀란드 지방, 북쪽으로는 네르케 지방, 쇠데르만란드 지방과 접하며 동쪽으로는 발트해와 접한다.
스웨덴 동부 연안에 위치하며 외스테르예틀란드주, 외레브로주가 이 지방에 속한다. 지방을 상징하는 꽃은 수레국화, 동물은 혹고니이다.